# Fiskebäckskil

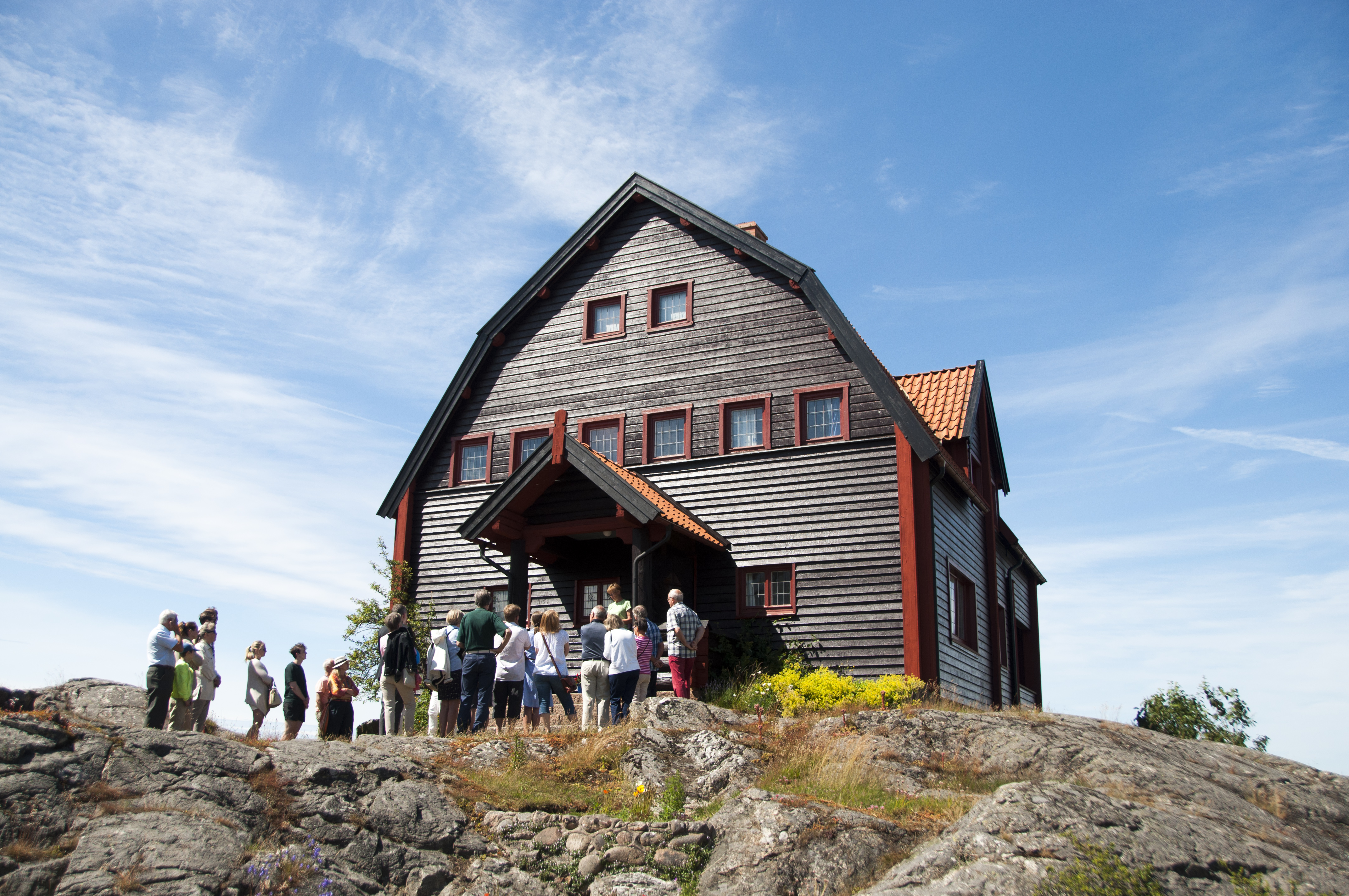
Villa de Carl Wilhelmson.

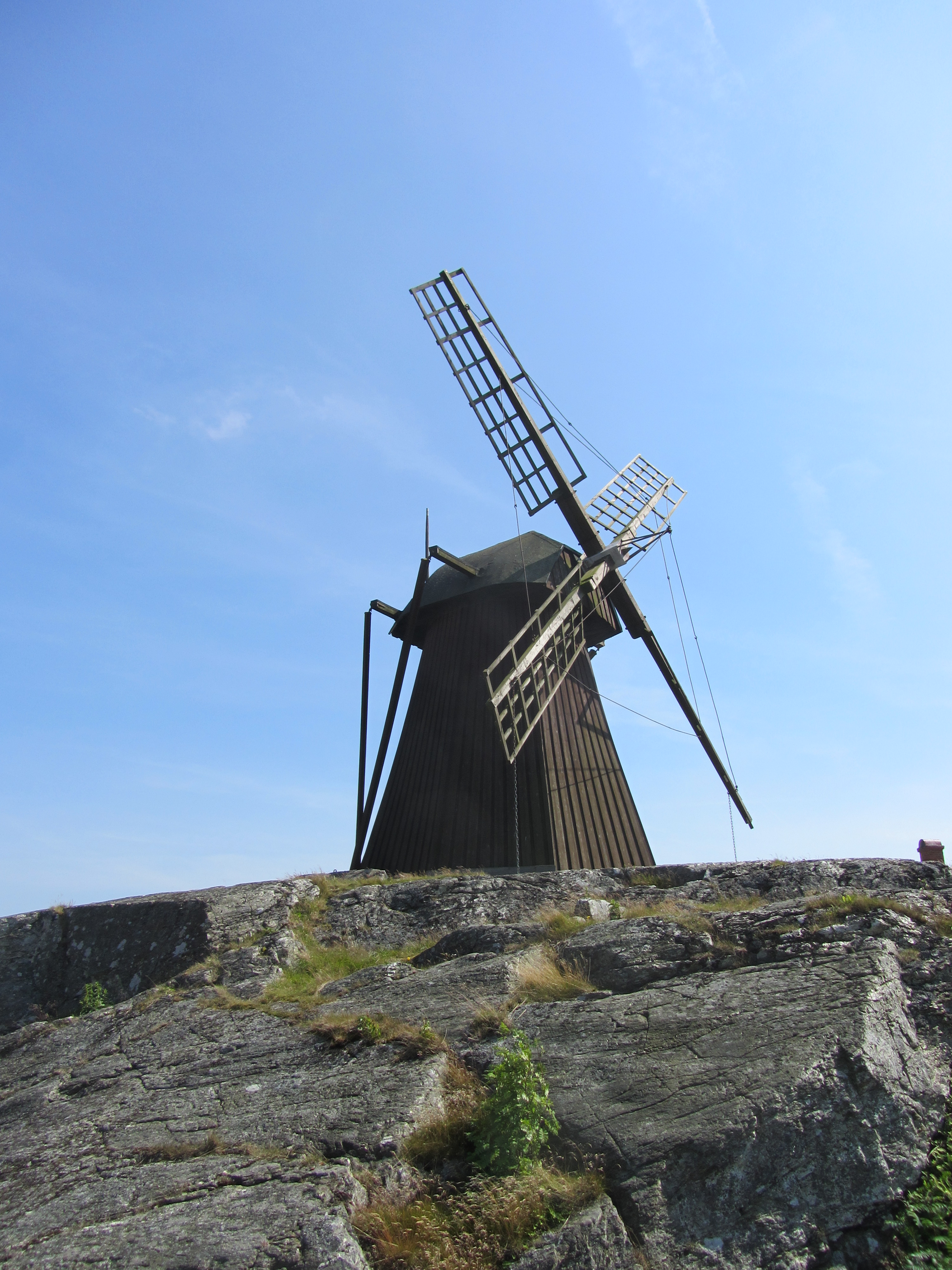
Moulin de Fiskebäckskil.

Fiskebäckskil est une localité de la commune de Lysekil.
Situé sur le fjord Gullmar, cet ancien village de pêcheur puis port de marchandises, est un devenu une destination touristique grâce à ses maisons de bois blanches et jaunes et ses ruelles pavées et fleuries.
Il est le lieu de naissance du peintre Carl Wilhelmson (1866–1928), dont la maison est protégée comme monument historique (Byggnadsminne).